# Holger Hansson
Holger Valdemar Hansson (ur. 26 stycznia 1927 w Göteborgu, zm. 17 stycznia 2014 tamże) – szwedzki piłkarz grający na pozycji obrońcy. W swojej karierze rozegrał 9 meczów w reprezentacji Szwecji.

## Kariera klubowa
Prawie całą swoją karierę piłkarską Hansson spędził w klubie IFK Göteborg. Zadebiutował w nim w 1946 roku w pierwszej lidze szwedzkiej i grał w nim do końca swojej kariery, czyli do 1961 roku. W 1960 roku był wypożyczony do drugoligowego IK Brage. W sezonie 1957/1958 wywalczył z IFK swój jedyny w karierze tytuł mistrza Szwecji. W barwach IFK rozegrał 254 ligowe mecze i strzelił w nich 12 bramek.
| Sezon   | Klub         | Kraj    | Rozgrywki   | Mecze | Bramki |
| ------- | ------------ | ------- | ----------- | ----- | ------ |
| 1946/47 | IFK Göteborg | Szwecja | Allsvenskan | 7     | 1      |
| 1947/48 | IFK Göteborg | Szwecja | Allsvenskan | 18    | 0      |
| 1948/49 | IFK Göteborg | Szwecja | Allsvenskan | 22    | 0      |
| 1949/50 | IFK Göteborg | Szwecja | Allsvenskan | 21    | 0      |
| 1950/51 | IFK Göteborg | Szwecja | Superettan  | 18    | 2      |
| 1951/52 | IFK Göteborg | Szwecja | Allsvenskan | 22    | 2      |
| 1952/53 | IFK Göteborg | Szwecja | Allsvenskan | 22    | 2      |
| 1953/54 | IFK Göteborg | Szwecja | Allsvenskan | 21    | 1      |
| 1954/55 | IFK Göteborg | Szwecja | Allsvenskan | 21    | 0      |
| 1955/56 | IFK Göteborg | Szwecja | Allsvenskan | 22    | 1      |
| 1956/57 | IFK Göteborg | Szwecja | Allsvenskan | 21    | 2      |
| 1957/58 | IFK Göteborg | Szwecja | Allsvenskan | 23    | 0      |
| 1959    | IFK Göteborg | Szwecja | Allsvenskan | 15    | 1      |
| 1960    | IK Brage     | Szwecja | Superettan  | ?     | ?      |
| 1961    | IFK Göteborg | Szwecja | Allsvenskan | 1     | 0      |

## Kariera reprezentacyjna
W reprezentacji Szwecji Hansson zadebiutował 14 maja 1952 roku w zremisowanym 0:0 towarzyskim meczu z Holandią, rozegranym w Amsterdamie. W 1954 roku zdobył z kadrą Szwecji brązowy medal na igrzyskach olimpijskich w Helsinkach. Od 1952 do 1956 roku rozegrał w kadrze narodowej 9 spotkań.